# Josef Bräth
Josef Bräth to czechosłowacki biegacz narciarski uczestniczący w zawodach w latach 20.
Brał udział w Mistrzostwach Świata w Narciarstwie Klasycznym 1925. Zajął 5. miejsce w biegu na 18 km.